# Bönhase
Ein Bönhase (auch: Böhnhase) war in Norddeutschland, vor allem in Hamburg, ein unzünftiger, also keiner Zunft angehöriger Handwerker.

## Beschreibung
Dialektal verschiedenlautlich standen die Wörter Bön, Böhn, Bon, Been, Beun, Bün, Bühn, Bühne für den (Dach)boden der Behausungen, in denen zu den Zünften nicht zugelassene, seltener ausgestoßene Handwerker zu Zeiten der Zünfte entgegen den Zunftstatuten oder städtischen Vorschriften, also meist illegal, ihren erlernten Tätigkeiten nachgingen. Standen die Häuser traufseitig zur Straße, so waren die Böden oft miteinander verbunden und die Bönhasen konnten über mehrere Dachböden hinweg vor Kontrollen, Visitationen und Verfolgungen flüchten. Das Wort „Hase“ steht bildlich für die Flinkheit ihrer Flucht. Mit Bönhasen-Jagen bezeichnete man das Aufspüren und Verfolgen dieser „ungesetzlichen“ Handwerker durch die städtische Obrigkeit und die Zünfte: sie wurden dann wie Hasen über die Bön, den Dachboden ihrer Behausungen, gejagt.
Da Schneider lediglich Nähkasten und Tuche benötigen, gingen insbesondere sie ihrer Tätigkeit in Dachstuben nach.
Aufgrund fehlender Produktkontrollen der Zünfte und weil weitere widrige Arbeitsumstände, wie das Arbeiten in versteckten Winkeln hinzukamen, hatte das von Bönhasen in Lohnwerk hergestellte Gut nicht selten Mängel, weswegen Bönhasen unter den Bürgern teilweise als Stümper und Pfuscher galten. Die Bönhasen rekrutierten sich vor allem aus der Vielzahl ausgebildeter Handwerker, die von ihrem erlernten Beruf leben mussten, aber keine Zunftzulassung erhielten. Sie konnten kein Bürgerrecht beantragen. In Hamburg gehörte die Verpflichtung zur Verfolgung dieser Unzünftigen zu den Statuten des Krameramts im 17. und 18. Jahrhundert. Mit den angewandten repressiven Maßnahmen gegen die Bönhasen ließ sich das grundlegende Problem nicht lösen; es verschwand erst ganz, nachdem sich im 19. Jahrhundert die Gewerbefreiheit durchsetzte.
Später bezeichnete man auch Nörgler, Diebe und Tölpel als Bönhasen. Als abschätziges Allzweckwort verlor Bönhase dann im Laufe des 18. Jahrhunderts seine umgangs- und schriftsprachliche Präzision.

## Weiteres
Das Wort Bönhase bezeichnete auch scherzhaft in Dachstuben und auf Dächern herumstreunende Katzen; das ist noch in heutigem, seltenem Dachhase mit selber Bedeutung enthalten.